# دانيال جيرلاخ
دانيال جيرلاخ (بالألمانية: Daniel Gerlach)‏ هو كاتب غير روائي وصحفي ألماني، ولد في 1977 في فوبرتال في ألمانيا.